# 원북초등학교 이화분교
원북초등학교 이화분교는 대한민국 충청남도 태안군 원북면 이곡리 459-3에 있었던 공립 초등학교이다.

## 학교 연혁
- 1964. 09. 01 : 원북초등학교 이곡 분실(1-2년)
- 1968. 03. 01 : 이곡 분교장으로 승격(5학급)
- 1969. 03. 01 : 이화국민학교 개교
- 1971. 03. 02 : 이화초등학교 벽지학교 지정(사창리 1구 학구 편입)
- 1984. 11. 12 : 이화초등학교 병설유치원 인가(1학급)
- 1985. 07. 25 : 반계리 3구 4반 학구편입
- 1989. 01. 01 : 법률 제4050호(1988.12.31)에 의거 태안군설치, 지명변경
- 1990. 08. 27 : 4개교실 개축 준공
- 1994. 03. 01 : 이화분교장으로 격하(4학급)
- 1996. 03. 01 : 원북초등학교 이화분교장으로 명칭 변경
- 1999. 03. 01 : 원북초등학교(본교)로 통폐합